# Nom de guerre

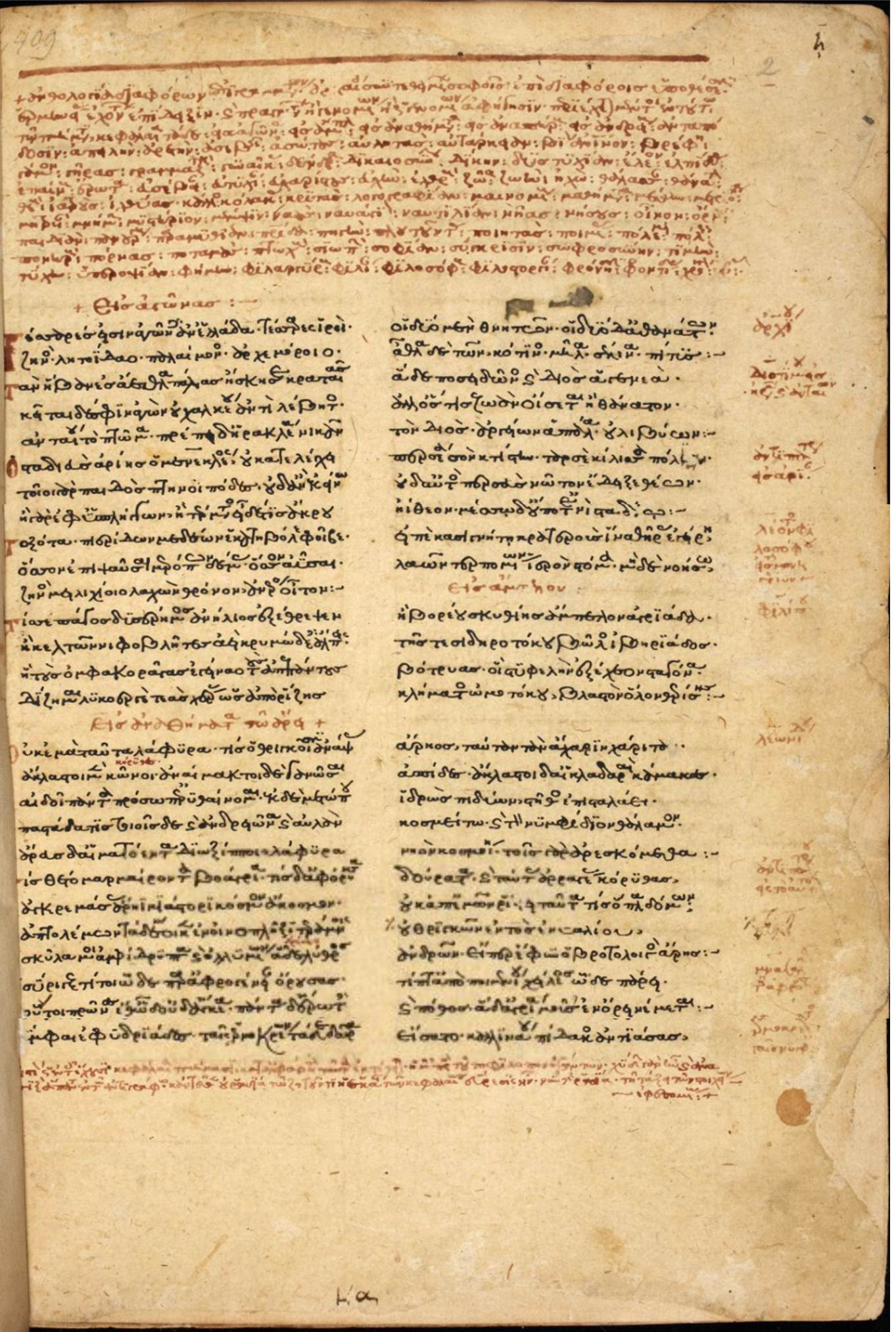
A Anthologia de Planudes, c. 1300

Um nom de guerre (fr, "nome de guerra") é um pseudônimo adotado por alguém para uso em determinada atividade, especialmente em combate.
No ancien régime da França, era adotado por cada novo recruta (ou a ele designado pelo capitão de sua companhia) ao ingressar no exército francês. Esses pseudônimos possuíam caráter oficial e foram os precursores dos números de identificação: os soldados eram identificados pelos nomes, pelos sobrenomes e pelos noms de guerre (por exemplo, Jean Amarault dit Lafidélité). Geralmente, esses pseudônimos relacionavam-se ao local de origem do soldado (por exemplo, Jean Deslandes dit Champigny, para um soldado oriundo de uma localidade chamada Champigny), ou a alguma característica física ou pessoal (por exemplo, Antoine Bonnet dit Prettaboire, para um soldado “prêt à boire”, pronto para beber). Em 1716, um nom de guerre tornou-se obrigatório para todos os soldados; os oficiais não o adotavam, pois o consideravam pejorativo. No dia a dia, esses apelidos às vezes substituíam até mesmo o nome de família.
Noms de guerre também foram adotados, por motivos de segurança, por membros da Resistência Francesa e da resistência polonesa durante a Segunda Guerra Mundial. Tais pseudônimos são frequentemente usados por soldados de forças especiais, como integrantes do SAS e unidades similares de resistências, terroristas e guerrilheiros. Essa prática oculta sua identidade e pode proteger suas famílias de retaliações; pode também representar uma forma de dissociação em relação à vida civil.
Alguns homens famosos que adotaram noms de guerre incluem Ilich Ramírez Sánchez (Carlos, o Chacal); Willy Brandt, chanceler da Alemanha Ocidental; e Subcomandante Marcos, porta-voz do Exército Zapatista de Libertação Nacional (EZLN). Durante a luta clandestina do Lehi contra os britânicos na Palestina Mandatária, o comandante da organização, Yitzhak Shamir (mais tarde primeiro-ministro de Israel), adotou o nom de guerre “Michael”, em homenagem ao irlandês Michael Collins. O pseudônimo também era grafado erroneamente, como "suedonim", com a intenção de preservar o custo dos telegramas durante a Primeira e a Segunda Guerra Mundial.
Revolucionários e líderes de resistência, como Lenin, Stalin, Trotsky, Golda Meir, Philippe Leclerc de Hauteclocque e Josip Broz Tito, muitas vezes adotaram seus noms de guerre como nomes definitivos após a luta. Georgios Grivas, do grupo greco-cipriota EOKA, adotou o nom de guerre Digenis (Διγενής). Na Legião Estrangeira Francesa, recrutas podem escolher pseudônimo para romper com suas vidas anteriores. Mercenários usam há muito tempo “noms de guerre”, por vezes até identidades múltiplas, dependendo do país, do conflito e das circunstâncias.[carece de fontes?] Alguns dos nomes de guerra mais conhecidos hoje são os kunya utilizados pelos mujahideen do Estado Islâmico e membros da Al-Qaeda. Esses nomes assumem a forma de um teknônimo, literal ou figurado.
Tais nomes de guerra também são usados na África. Como parte da “formação” de crianças-soldados, por exemplo, atribuem-se esses nomes. Foram usados, ainda, por combatentes do Exército de Libertação do Povo da Namíbia (PLAN), sendo que alguns lutadores mantiveram esses nomes como definitivos.